# Najash rionegrina
Najash rionegrina è un serpente basale estinto, vissuto all'inizio del Cretaceo superiore (Cenomaniano, circa 90 milioni di anni fa) e i suoi resti fossili sono stati ritrovati in Sudamerica.

## Descrizione
Questo animale era simile agli odierni serpenti, ma come altri serpenti del Cretaceo possedeva ancora i due arti posteriori. Al contrario di questi ultimi, però, Najash possedeva ancora arti ben sviluppati, che si estendevano al di fuori del corpo, e un bacino connesso alla spina dorsale. Najash non aveva ancora perso l'osso sacro, posto sopra la pelvi, che consta di due vertebre fuse, e nemmeno il cinto pelvico di cui i serpenti attuali sono privi. Il cranio e la colonna vertebrale, inoltre, mostrano adattamenti a uno stile di vita fossorio. 

## Classificazione
Najash rionegrina è stato descritto per la prima volta nel 2006, sulla base di resti fossili ben conservati, ritrovati nella formazione Candeleros in Patagonia (Argentina), risalente all'inizio del Cretaceo superiore. 
Alcune analisi filogenetiche indicano che Najash era uno dei serpenti più basali noti, all'interno del clade Ophidia ma probabilmente al di fuori del clade Serpentes, comprendente tutti gli odierni gruppi di serpenti. 
Il nome generico (Najash) deriva dal serpente con le zampe biblico della Genesi, Nahash, che tentò Adamo ed Eva e li indusse a mangiare il frutto proibito.

## Significato dei fossili
Questa scoperta non supporta l'ipotesi, inizialmente formulata dal paleontologo ottocentesco Edward Drinker Cope, che i serpenti condividano un antenato comune con i mosasauri marini. L'ipotesi di un'origine marina ha ricevuto nuova linfa con la scoperta nel 1990 di serpenti basali con arti rudimentali scoperti nei sedimenti marini in Libano.

## Paleobiologia
La forma del cranio, la robustezza delle zampe posteriori e alcune caratteristiche della colonna vertebrale indicano che Najash era un animale scavatore, che si apriva un varco attraverso il terreno grazie al muso e si spingeva in avanti anche grazie ai brevi ma forti arti. 